# Аустенит
Аустенит (по енгл. Sir William Chandler Roberts-Austen 1843-1902) је интерстицијски чврсти раствор угљеника у површински центрираној кубној решетки железа, (ПОВЦК) (енгл. face-centred cubic - FCC). Настаје перитектичком реакцијом: L+δ→γ.

## Структура и својства
Аустенит кристалише у површински центрираној кубној решетки, и поседује максималну растворљивост угљеника до 2.14 масених процената (зависно од литературе максимална растворљивост угљеника варира од 2 до 2,14 масених процената). Микроструктурно Аустенит поседује релативно ниску тврдоћу и немагнетичан је. Врсте челика које поседују аустенитну микроструктуру на собној температури су Нерђајући челици.

## Легирајући елементи који фаворизују стварање аустенита
Легирајући елементи који стабилизују аустенитну модификацију поређани према свом утицају су: никл (Ni), угљеник (C), кобалт (Co), манган (Mn) и азот (N). Код челика код којих је утуцај легирајућих елемената који фаворизују стабилизацију аустенита умањен присуством елемената који фаворизују стварање ферита долази од распада аустенита на око 723°C у перитектичкој реакцији.

## Погледај
- Мартензит